# أدريان س. مور
أدريان س. مور (بالإنجليزية: Adrienne C. Moore) هي ممثلة أمريكية، ولدت في 14 أغسطس 1980 في ناشفيل في الولايات المتحدة.

## أعمال

### مسلسلات
- البرتقالي هو الأسود الجديد

## وصلات خارجية
- أدريان س. مور على موقع IMDb (الإنجليزية)
- أدريان س. مور على موقع ألو سيني (الفرنسية)
- أدريان س. مور على موقع قاعدة بيانات الفيلم (الإنجليزية)